# Posunový díl

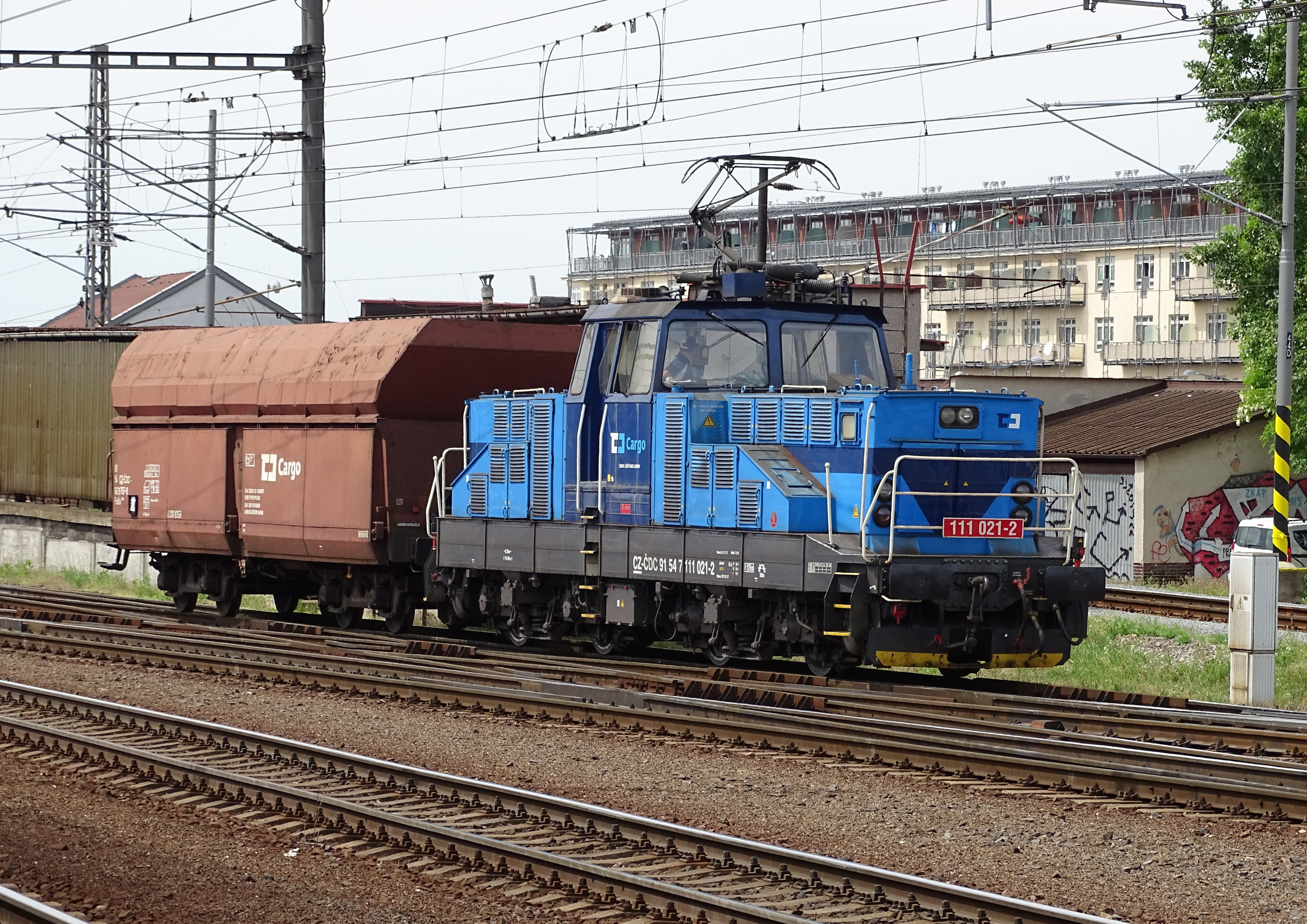
Lokomotiva s jedním vozem na seřadišti nádraží Praha-Libeň

Posunový díl (někdy též postaru posunující díl) je označení železničního vozidla, resp. svěšených vozidel, se kterými je zamýšlen nebo prováděn posun. Rychlost jízdy posunových dílů je omezena na 40 km/h při jízdě samostatné lokomotivy nebo při tažení vozidel, respektive na 30 km/h při sunutí vozidel. Při posunu zpravidla posunový díl neopustí obvod dopravny. Pokud jej opustí, pak se jedná o posun mezi dopravnami (označovaný zkratkou PMD).